# Diastylis scorpioides
Diastylis scorpioides är en kräftdjursart som först beskrevs av Ivan Lepekhin 1780.  Diastylis scorpioides ingår i släktet Diastylis och familjen Diastylidae. Inga underarter finns listade i Catalogue of Life.

## Bildgalleri

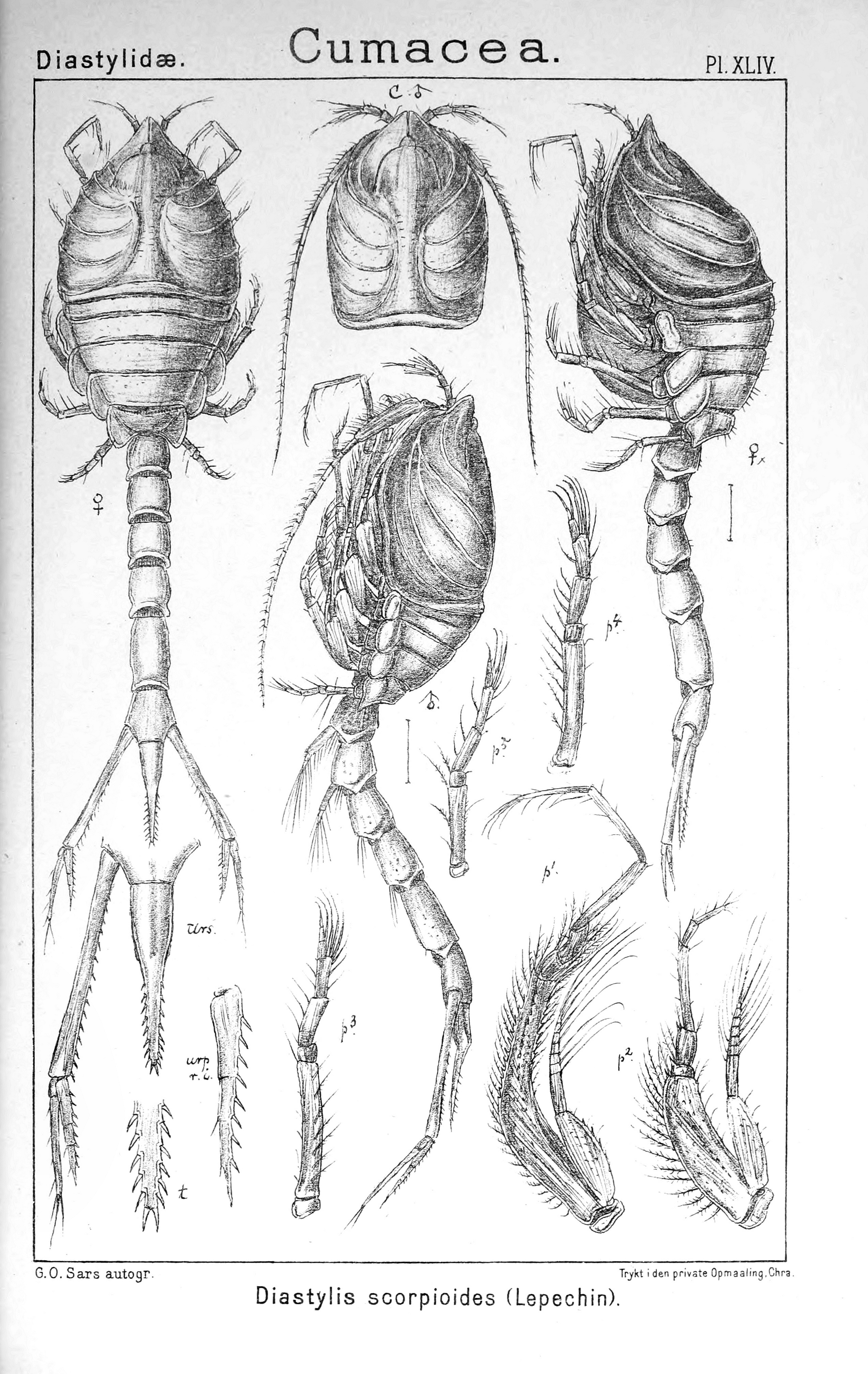